# Май Тхі Нгуєн Кім
Май Тхі Нгуєн-Кім (нар. 7 серпня 1987 року в Геппенгаймі; справжня Май-Тхі Лейендекер, уроджена Нгуєн-Кім) — німецький науковий журналіст і телеведучий на ARD і ZDF, хімік, автор і колишня користувачка YouTube (maiLab). З червня 2020 року вона є членом Сенату Товариства Макса Планка.

## життя, освіта, особисте життя
Нгуєн-Кім, батьки якого з В'єтнаму, виріс у Гемсбаху і навчався у середній школі Бергштрассе. Її батько — хімік, працював у BASF. У неї є старший брат, який теж вивчав хімію. Після закінчення середньої школи з 2006 по 2012 рік вивчала хімію в Університеті Йоханнеса Гутенберга в Майнці та закінчила дослідницьку роботу в Массачусетському технологічному інституті. Під час навчання отримувала стипендію Німецького національного академічного фонду. З 2012 року працювала докторантом у RWTH в Аахені, провела рік дослідження в Гарвардському університеті та Інституті Фраунгофера та здобула докторську ступінь у 2017 році в Потсдамському університеті з дисертацією на тему «Фізичні гідрогелі на основі поліуретану». Нгуєн-Кім одружена з хіміком Маттіасом Леєндеккером з 2017 року і має доньку, яка народилася в 2020 році.

## наукова комунікація

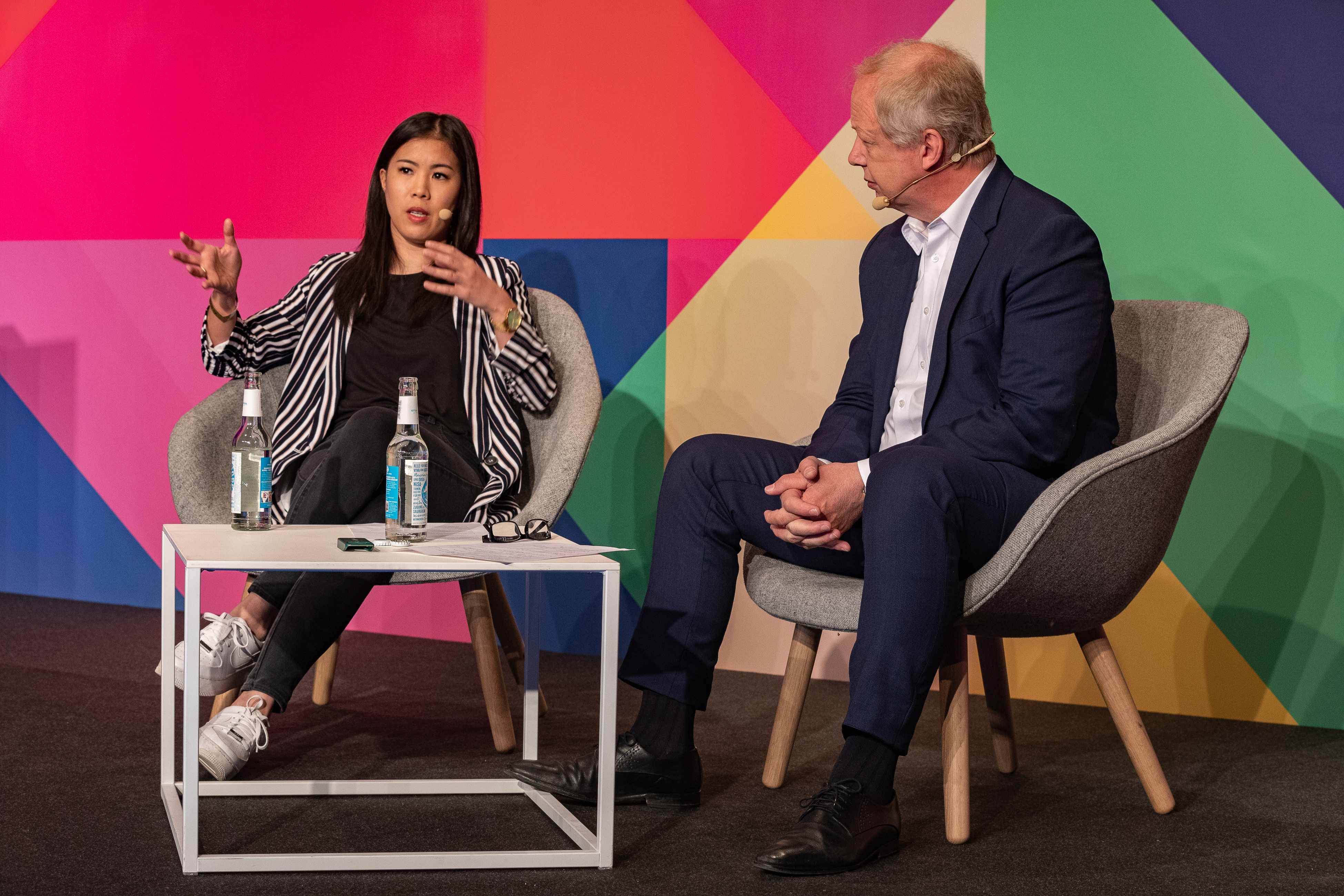
Нгуєн-Кім з Томом Буроу на медіа-конвенції в Берліні 2019

У 2015 році Нгуєн-Кім запустив YouTube-канал «The Secret Life of Scientists», щоб кинути виклик стереотипам про вчених і ботаніків і навчити молоду аудиторію про науку.
Крім того, у жовтні 2016 року в мережі з’явився її канал на YouTube «schönschlau», який випускає німецький стрімінговий сервіс «Funk».
Іноді вона також модерувала канал Auf Klo та навчальні відео з хімії та математики у форматі «mustewissen», створені для Funk. Її канал Schönschlau був перейменований в maiLab у 2018 році і мав понад 1,4 мільйона передплатників на кінець березня 2022 року. maiLab виробляється Südwestrundfunk для Funk.
Нгуєн-Кім є модератором проекту WiD «Die Debatte» і є частиною команди Terra X Lesch & Co від ZDF разом із Гаральдом Лешем, Жасміною Нойдекер та Сюзанною Рендалл.
По черзі з Ральфом Касперсом (також з Рангою Йогешваром до його від’їзду в листопаді 2018 року), вона представлятиме програму WDR Quarks з травня 2018 по 2021 рік.
Її книга «Komisch, alles chemisch!», опублікована в березні 2019 року посіла друге місце в списку бестселерів «Der Spiegel» у березні 2019 року. Найближчим часом вона буде перекладена українською. У березні 2021 року вона опублікувала свою другу книгу «Die kleinste gemeinsame Wirklichkeit», яка за місяць виходу зайняла перше місце в списку бестселерів «Der Spiegel».
На початку квітня 2020 року відео про пандемію коронавірусу maiLab набрало понад 4 мільйони переглядів протягом чотирьох днів, і часом він був трендом номер 1 на YouTube у Німеччині. Це робить його найуспішнішим відео на каналі YouTube.
Як було оголошено в грудні 2020 року, «Corona geht gerade erst los (Коронавірус тільки починається)» є найпопулярнішим відео 2020 року на YouTube у Німеччині, яке на той час переглянуло понад шість мільйонів. У квітні 2020 року вона прокоментувала цю ж тему з «Tagesthemen» на ARD. З тих пір Нгуєн-Кім знявся в інших медіа-форматах, включаючи телевізійні ток-шоу.
Наприкінці травня 2020 року в розмові з Deutsche Presse-Agentur вона закликала до більшої компетентності джерел і засобів масової інформації та застерігала від теорій змови щодо пандемії коронавірусу. Вона також бачить дефіцит загальної освіти з природничих наук і в науковій роботі. Вона також є активісткою організації «Вчені заради майбутнього».
З квітня 2021 року науковий журналіст був виключно відданий численним форматам ZDF. Вона дебютувала в трисерійному серіалі Terra-X «Wunderwelt Chemie», який транслювався на ZDF з 10 жовтня 2021 року. Три епізоди «Будівельні блоки природи», «Магія перетворення» та «Елементи життя» в основному знімалися в «Історичній лабораторії» Музею Лібіха в Гіссені. У цих епізодах вона, серед іншого, взаємодіє в коротких сценах з хіміками з історії, яких грають актори. Май Тхі Нгуєн-Кім представляє шоу ZDF «MAITHINK X – Die Show» з 24 жовтня 2021 року.

## публікації
- Фізичні гідрогелі на основі поліуретану. Дисертація, факультет математики та природничих наук Потсдамського університету, Потсдам 2017 (PDF; 8 МБ).
- Komisch, alles chemisch! Handys, Kaffee, Emotionen – wie man mit Chemie wirklich alles erklären kann. Droemer Verlag, Мюнхен 2019, ISBN 978-3-426-27767-6.
- Die kleinste gemeinsame Wirklichkeit. Wahr, falsch, plausibel? Die größten Streitfragen wissenschaftlich geprüft. Droemer Knaur, Мюнхен 2021, ISBN 978-3-426-27822-2.

## Різне
З Penguin Tappers вона, серед іншого, була чотириразовою чемпіонкою Німеччини з чечетки та виграла з ними титул чемпіона світу в 2009 році.

## веб-посилання
- Май Тхі Нгуєн Кім на сайті IMDb (англ.)   базі
- Канали YouTube: The Secret Life of Scientists [Архівовано 6 серпня 2019 у Wayback Machine.], Quarks [Архівовано 12 квітня 2022 у Wayback Machine.], Terra X Lesch & Co [Архівовано 28 квітня 2022 у Wayback Machine.] і musstewissen (Хімія [Архівовано 28 січня 2022 у Wayback Machine.] та математика [Архівовано 14 березня 2022 у Wayback Machine.])